# Xã Ridgebury, Quận Bradford, Pennsylvania
Xã Ridgebury (tiếng Anh: Ridgebury Township) là một xã thuộc quận Bradford, tiểu bang Pennsylvania, Hoa Kỳ. Năm 2010, dân số của xã này là 1.978 người.